# Universele grammatica
In de theoretische taalkunde is de universele grammatica (UG) een verondersteld aangeboren taalvermogen, dat alle mensen (maar waarschijnlijk geen enkele andere diersoort) bezitten. De theorie veronderstelt een gemeenschappelijk mechanisme dat alle talen van de wereld gemeen hebben. Zonder dit basispatroon zou het proces van taalverwerving niet mogelijk zijn.
De theorie van de universele grammatica werd vooral uitgewerkt door de Amerikaanse taalkundige Noam Chomsky. Diens publicaties veroorzaakten een revolutie in de taalkunde. Chomsky formuleerde zijn theorie op basis van een aantal observaties:
- alle kinderen (en tot op zekere hoogte ook de meeste volwassenen) kunnen alle talen leren; adoptiekinderen leren gewoonlijk vloeiend de taal van hun nieuwe vaderland spreken.[1]
- alle talen bevatten vergelijkbare grammaticale constructies; werkwoorden (verba) en zelfstandige naamwoorden (nomina) komen bijvoorbeeld universeel voor.
- talen bevatten recursieve constructies, die niet aangeleerd kunnen worden zonder een "recursiemodule" in de menselijke hersenen; andere dieren hebben geen recursievermogen.[2]

Een centraal doel van de taalkunde, aldus Chomsky en anderen in het generatieve paradigma, is het blootleggen van de (psycho-)biologische grondslag van de universele grammatica, het "taalorgaan" in de menselijke hersenen dat een kwalitatief verschil tussen mens en dier maakt. Daarmee is taalkunde in dit paradigma een cognitieve wetenschap.